# پرل سیتی (تگزاس)
پرل سیتی (به انگلیسی: Pearl City) یک منطقهٔ مسکونی در ایالات متحده آمریکا است که در شهرستان دویت، تگزاس واقع شده‌است.